# Sully Boyar
Sully Boyar (Brooklyn (New York), 14 december 1923 – Queens (New York), 23 maart 2001), geboren als Israel Sully Boyarsky, was een Amerikaans acteur.

## Biografie
Boyar was opgegroeid in een gezin van zeven kinderen en heeft een tweelingbroer, zijn ouders waren van Russische afkomst. Na zijn studie is hij gaan werken als advocaat op een advocatenkantoor maar gaf dit op om als acteur aan de slag te gaan.   
Boyar begon in 1965 met acteren in de film Man Outside. Hierna heeft hij nog meerdere rollen gespeeld in films en televisieseries zoals The Gambler (1974), Ryan's Hope (1978), Prizzi's Honor (1985) en Law & Order (1991-1993). 
Boyar was ook actief in het theater, hij heeft eenmaal opgetreden op Broadway in 1977 met het toneelstuk The Basic Training of Pavlo Hummel in de rol van sergeant Wall.
Boyar was getrouwd en had hieruit één kind. Op 23 maart 2001 is hij overleden aan de gevolgen van een hartinfarct toen hij op een bus stond te wachten in Queens.

## Filmografie[3]

### Films
- 2004 Delivery Method – als ??
- 1999 Just My Ticket – als oom Tony
- 1994 Hits! – als Mr. Dougherty
- 1994 Somebody to Love – als eigenaar van pornozaak
- 1992 In the Soup – als oude man
- 1990 Betsy's Wedding – als Morris
- 1989 The Lemon Sisters – als Baxter O'Neil
- 1989 Mortal Sins – als ??
- 1987 Best Seller – als Monks
- 1986 The Manhattan Project – als nachtbeveiliger
- 1985 Izzy & Moe – als Fat Harry
- 1985 Prizzi's Honor – als Casco Vascone
- 1985 Too Scared to Scream – als Sydney Blume
- 1983 The American Snitch – als Pommeranz
- 1982 The Entity – als Mr. Reisz
- 1981 Fort Apache the Bronx – als Dugan
- 1980 The Jazz Singer – als Eddie Gibbs
- 1980 The Kidnapping of the President – als FBI baas
- 1980 Night of the Juggler – als Larry the Dog Catcher
- 1978 Oliver's Story – als Mr. Gentilano
- 1978 Smokey and the Good Time Outlaws – als ??
- 1976 Car Wash – als Leon Barrow
- 1975 Dog Day Afternoon – als Mulvaney
- 1974 The Gambler – als oom Hy
- 1972 Up the Sandbox – als dikke man
- 1972 The King of Marcin Gardens – als Lebowitz
- 1972 Last of the Red Hot Lovers – als man in coffeeshop
- 1971 Made for Each Other – als psychiater
- 1971 The Panic in Needle Park – als dokter
- 1969 Me and My Brother – als ??
- 1965 Man Outside – als politieagent

### Televisieseries
Uitgezonderd eenmalige gastrollen.
- 1991 – 1993 Law & Order – als rechter Harvey Sirkin – 3 afl.
- 1986 – 1989 The Equalizer – als rechter Maurice Sanderling – 2 afl.
- 1978 Ryan's Hope – als Horan – 3 afl.
- 1977 Kojak – als Louie Rindone – 2 afl.

- Bibliothèque nationale de France: cb14158397w (data)
- International Standard Name Identifier: 0000 0000 4337 3967
- Library of Congress Control Number: no2003071387
- Nationale Bibliotheek van Israël: 987007318132805171
- Virtual International Authority File: 29741603
- WorldCat: E39PBJmhVb6YybKkqTPhtQDg8C